# Kabir Bedi
Kabir Bedi (n. 16 ianuarie 1946, Lahore, India Britanică) este un actor de film indian. Cariera lui s-a întins pe trei continente (Asia, Europa și America de Nord) și a cuprins atât roluri în teatru, cât și în filme și în producțiile de televiziune. El este cunoscut în India pentru rolul împăratului Shah Jahan din filmul Taj Mahal: An Eternal Love Story și al ticălosului Sanjay Verma din blockbuster-ul anilor 1980 Khoon Bhari Maang. A devenit celebru în Europa pentru interpretarea piratului Sandokan în popularul serial de televiziune italian Sandokan – Tigrul Malaeziei și pentru rolul răufăcătorului Gobinda din filmul Octopussy (1983) al seriei James Bond. Kabir Bedi este binecunoscut în Italia și vorbește fluent limba italiană. El locuiește în orașul indian Mumbai.

## Biografie

### Tinerețe
Kabir Bedi a fost unul dintre cei trei copii născuți într-o familie de indieni sikhi care s-a dedicat luptei pentru eliberarea Indiei de sub stăpânirea colonială britanică. Tatăl său, Baba Pyare Lal Singh Bedi, un sikh din Punjab, a fost scriitor și filozof. Mama sa, Freda Bedi, a fost o englezoaică născută în orașul Derby (Anglia), care a devenit celebră ca prima femeie occidentală care a intrat într-un ordin monahal al budismului tibetan. Kabir Bedi a învățat la Colegiul Sherwood din Nainital (Uttarakhand) și a absolvit Colegiul Sf. Ștefan din Delhi.

### Viața personală
Bedi s-a căsătorit de patru ori și a avut trei copii: Pooja, Siddharth (decedat) și Adam. A fost căsătorit cu Protima Bedi, o dansatoare de dansuri Odissi. Fiica lor, Pooja Bedi, este o jurnalistă care scrie în ziare și reviste și o fostă actriță. Fiul lor, Siddharth, a urmat studii la Universitatea Carnegie Mellon și a fost diagnosticat cu schizofrenie, ceea ce l-a făcut să se sinucidă în 1997, la vârsta de 26 de ani.
În perioada în care căsătoria sa cu Protima a început să se destrame, el a avut o relație sentimentală cu actrița și fotomodelul Parveen Babi, fără a se căsători cu ea. Ulterior el s-a căsătorit cu creatoarea de modă britanică Susan Humphreys. Fiul lor, Adam Bedi, este un fotomodel internațional, care și-a făcut debutul în cinematografia indiană cu thrillerul Hello? Kaun Hai!. Această căsătorie s-a încheiat printr-un divorț.
La începutul anilor 1990 Kabir Bedi s-a căsătorit cu prezentatoarea de radio și televiziune Nikki Bedi. Ei nu au avut copii și au divorțat în 2005. După aceea, Bedi a avut o relație cu Parveen Dusanj, de origine britanică, cu care s-a căsătorit cu o zi înainte de a împlini vârsta de 70 de ani.
Bedi susține lupta antiguvernamentală din Myanmar și este un ambasador oficial al Burma Campaign UK. El este, de asemenea, ambasador al organizației Rotary International South Asia, promovând misiunea de alfabetizare completă din India și Asia de Sud.

## Carieră
Kabir Bedi și-a început cariera în teatrul indian și apoi a devenit actor în filmele de la Bollywood. Bedi este unul dintre primii actori internaționali din India care a debutat în filmele indiene, a jucat în filmele de la Hollywood și a devenit o vedetă în Europa.

### Cariera în teatru
Ca actor de teatru, Kabir l-a interpretat pe personajul titular al piesei Othello a lui Shakespeare, pe un rege istoric indian în Tughlaq și pe un alcoolic autodistructiv în The Vultures. A jucat la Londra în The Far Pavilions, adaptarea muzicală a romanului lui M.M. Kaye, la Teatrul Shaftesbury. În 2011 Kabir Bedi l-a interpretat pe împăratul Shah Jahan în Taj, o piesă scrisă de John Murrell, un dramaturg canadian, pentru Festivalul Luminato din Toronto. În 2013 această piesă a fost repusă în scenă și a fost reprezentată timp de opt săptămâni în mai multe orașe din Canada.

### Cariera în filme
În filmul Octopussy din seria James Bond el l-a interpretat pe răufăcătorul Gobinda.
Kabir a jucat în peste 60 de filme indiene. În epopeea istorică Taj Mahal: An Eternal Love Story, Kabir a jucat rolul împăratului Shah Jahan. Alte filme celebre în care a mai apărut sunt Kacche Dhaage al lui Raj Khosla, Khoon Bhari Maang al lui Rakesh Roshan și Main Hoon Na al lui Farah Khan.
Kabir Bedi a jucat alături de actorii Hrithik Roshan (Kites), Govinda (Showman) și Akshay Kumar (Blue)  A apărut, de asemenea, în filmul Kamagata Maru al lui Deepa Mehta, alături de Amitabh Bachchan și John Abraham. A mai jucat în filmul tamil Aravaan, regizat de Vasanthabalan.
Kabir a interpretat roluri în filmul The Beast of War al companiei Columbia Pictures, un film despre Războiul rus din Afganistan, regizat de Kevin Reynolds, în apreciatul film italian Andata Ritorno al lui Marco Ponti, care a câștigat premiul David di Donatello, și în film istoric telugu Gautamiputra Satakarni (2017), în care l-a portretizat pe Nahapana, un important conducător al Kshatrapasului de Vest.

### Cariera în televiziune
Kabir a apărut la televiziunea americană în Forbidden Territory, epopeea africană a postului Hallmark, în On Wings of Eagles al lui Ken Follett și, de asemenea, în Red Eagle. A interpretat rolul călugărului Friar Sands în miniserialul The Lost Empire de la NBC. Kabir a mai apărut în serialele Dynasty, Murder, She Wrote, Magnum, P.I., Hunter, Knight Rider și Highlander: The Series.
A devenit cunoscut în Europa pentru interpretarea rolului principal din serialul Sandokan – Tigrul Malaeziei, saga unui pirat romantic din Asia de Sud-Est în perioada colonială britanică; serialul de televiziune italo-germano-francez a înregistrat recorduri de audiență în toată Europa. Kabir Bedi a jucat recent în serialul italian de televiziune Un Medico in Famiglia de la RAI TV.
Timp de peste un an, Kabir Bedi a jucat în filmul Dragoste și putere, al doilea cel mai vizionat serial de televiziune din lume, cu peste un miliard de telespectatori din 149 de țări.
El a avut propria sa emisiune pe teme cinematografice la televiziunea indiană, Director's Cut, un serial special în 13 părți în care sunt intervievați principalii regizori ai Indiei. A realizat apoi în 2013 emisiunile de televiziune premiate Guns and Glory: The Indian Soldier și Vandemataram pentru posturile de știri din India - Headlines Today & Aaj Tak.
În serialul biblic de televiziune indian Bib Ki Kahaniya Bedi l-a interpretat atât pe tânărul, cât și pe vârstnicul Avraam.

### Cariera în radio
În 2007 a apărut în „Chat”, o emisiune radio difuzată de RAI Radio2, în rolul Sandokan. În 2012 a realizat o serie de ediții ale emisiunii radiofonice de la Radio One intitulate „Femei de aur” și „Bărbați de oțel” în onoarea industriașilor celebri din India. În 2017 a produs serialul radiofonic „Ten On Ten”, care a celebrat cele mai cunoscute zece inovații tehnologice din India. De asemenea, a realizat spectacolul radiofonic de sfârșit de an, „Best of 2017”.

### Scriitor
Kabir Bedi scrie regulat articole pe teme politice și sociale în mai multe publicații indiene, inclusiv Times of India și Tehelka. De asemenea, apare adesea dezbătând astfel de subiecte la televiziunea națională indiană.

### Acte de caritate
În februarie 2017 Bedi a fost anunțat drept noul „ambasador” al organizației internaționale pentru prevenirea și tratarea orbirii Sightsavers, afirmând la numirea sa: „Astăzi există o conștientizare imensă a necesității de îngrijire a sănătății vederii în India, iar Sightsavers și-a croit calea către oamenii de pe tot teritoriul țării cu realizările ei în domeniul îngrijirii ochilor”.

### Premii și realizări
Începând din 1982, Kabir este membru cu drept de vot al Academiei Americane a Artelor și Științelor Filmului (care decernează premiile Oscar) și al Screen Actors Guild.
A câștigat numeroase premii pentru actorie în Europa și India.
Prin decretul președintelui Republicii Italiene din 2 iunie 2010, Kabir Bedi a fost decorat cu cel mai înalt ordin civil al țării, primind titlul de „Cavaliere” (Cavaler) al Ordinului Național de Merit al Republicii Italiene. A devenit ulterior doctor honoris causa al Institutului de Tehnologie Industrială Kalinga (KIIT) din Bhubaneswar, Odisha, India.

## Filmografie

### Filme de cinema
| An   | Titlu                                | Personaj                                        |
| ---- | ------------------------------------ | ----------------------------------------------- |
| 1971 | Hulchal                              | Mahesh Jetley                                   |
| 1971 | Seema                                |                                                 |
| 1972 | Rakhi Aur Hathkadi                   | Suraj                                           |
| 1972 | Sazaa                                |                                                 |
| 1972 | Anokha Daan                          |                                                 |
| 1973 | Kuchhe Dhaage                        | Roopa                                           |
| 1973 | Yauwan                               | Jhumru                                          |
| 1974 | Manzilein Aur Bhi Hain               |                                                 |
| 1974 | Maa Bahen Aur Biwi                   |                                                 |
| 1974 | Ishq Ishq Ishq                       | Diwana/Ravikant Vyas                            |
| 1975 | Anari                                |                                                 |
| 1975 | Daaku                                | Daaku Raju                                      |
| 1976 | Nagin                                | Uday                                            |
| 1976 | Harfan Maula                         | Faulad Singh                                    |
| 1976 | Vishwasghaat                         | Uday                                            |
| 1976 | Bullet                               | Durga Prasad/D.P.                               |
| 1976 | Corsarul negru                       | Corsarul negru                                  |
| 1977 | Sandokan rebelul                     | Sandokan                                        |
| 1977 | Daku Aur Mahatma                     |                                                 |
| 1978 | Hoțul din Bagdad                     | Prințul Taj                                     |
| 1979 | Ashanti                              | Malik                                           |
| 1979 | Aakhri Kasam                         | Kishan/Badal                                    |
| 1979 | Yuvraj                               | Samrat Surya Dev Singh                          |
| 1981 | The Archer: Fugitive from the Empire | Gar                                             |
| 1982 | 40 Days of Musa Dagh                 | Gabriel Bagradian                               |
| 1982 | Satan's Mistress                     | Duhul                                           |
| 1983 | Octopussy                            | Gobinda                                         |
| 1988 | Counterforce                         | Koura                                           |
| 1988 | Khoon Bhari Maang                    | Sanjay Verma                                    |
| 1988 | Mera Shikar                          |                                                 |
| 1990 | Police Public                        | inspectorul șef Shah Nawaz Khan                 |
| 1990 | Haar Jeet                            |                                                 |
| 1990 | Shera Shamshera                      |                                                 |
| 1991 | Kurbaan                              | inspectorul Suraj Singh                         |
| 1991 | Yeh Aag Kab Bujhegi                  |                                                 |
| 1991 | Vishkanya                            | agentul forestier Vikram Singh                  |
| 1992 | Dil Aashna Hai                       | Digvijay Singh                                  |
| 1992 | Yalgaar                              | Raj Pratap Singhal                              |
| 1992 | Beyond Justice                       | Moulet                                          |
| 1992 | Lambu Dada                           |                                                 |
| 1993 | Kshatriya                            | ofițerul de poliție Thakur Ganga Singh          |
| 1993 | Yugandhar                            | col. Kanir                                      |
| 1994 | Salaami                              | căpitanul                                       |
| 1994 | Lie Down with Lions                  | Kabir                                           |
| 1994 | The Maharaja's Daughter              | Chandragupta                                    |
| 1995 | OP Centre                            | Abdul                                           |
| 1995 | Kismat                               | Rajan                                           |
| 1995 | Aatank Hi Aatank                     | inspector de poliție                            |
| 1996 | The Return of Sandokan               | Sandokan                                        |
| 1998 | Mashamal - Ritorno al Deserto        | Tahar Id Bran                                   |
| 1999 | Kohram                               | brig. Bedi                                      |
| 2001 | The Lost Empire                      | Friar Sand                                      |
| 2002 | Kranti                               | Mahendra Pratap Rana                            |
| 2002 | Maine Dil Tujhko Diya                | dl. Varma (tatăl lui Ayesha)                    |
| 2003 | Talaash: The Hunt Begins...          | Chhote Pathan                                   |
| 2003 | The Hero: Love Story of a Spy        | dl. Zakaria                                     |
| 2004 | Father                               | violonistul Karl, tatăl                         |
| 2004 | Rudraksh                             | Pundit Ved Bhushan                              |
| 2004 | Asambhav                             |                                                 |
| 2004 | Kismat                               | Raj Mallya                                      |
| 2004 | Roundtrip                            | Tolstoj                                         |
| 2004 | Main Hoon Na                         | gen. Amarjeet Bakshi                            |
| 2005 | Bewafaa                              | tatăl lui Anjali                                |
| 2005 | Taj Mahal: An Eternal Love Story     | împăratul Shah Jahan                            |
| 2006 | Do Raha                              |                                                 |
| 2006 | Jaanleva                             | Rakesh Khullar                                  |
| 2006 | A All About Her                      |                                                 |
| 2006 | Take 3 Girls                         | Mo                                              |
| 2008 | Showman                              |                                                 |
| 2009 | Blue                                 | cpt. Jagat Malhotra                             |
| 2010 | Kites                                | Bob Grover                                      |
| 2011 | Yaara o Dildaara                     |                                                 |
| 2012 | Aravaan                              | film tamil                                      |
| 2012 | Chakravyuh                           | Mahanta, industriaș și negociator al guvernului |
| 2015 | Dilwale                              | Dev Malik                                       |
| 2015 | Anarkali                             | Jaffer Imam                                     |
| 2016 | Teraa Surroor                        | A A Khan                                        |
| 2016 | Mohenjo Daro                         | Maham                                           |
| 2017 | Gautamiputra Satakarni               | Nahapana                                        |
| 2017 | Edict of Expulsion 1492              | sultanul Baiazid al II-lea                      |
| 2017 | Paisa Vasool                         | șeful RAW                                       |
| 2018 | Jaane Kyun De Yaaron                 | Shera                                           |
| 2018 | Saheb, Biwi Aur Gangster 3           | maharajahul Hari Singh                          |

### Filme de televiziune
| Titlu                                                                  | Anul lansării     | Tip                              | Personaj             |
| ---------------------------------------------------------------------- | ----------------- | -------------------------------- | -------------------- |
| Sandokan – Tigrul Malaeziei                                            | 1976              | miniserial TV european           | Sandokan             |
| Sandokan rebelul                                                       | 1977              | miniserial TV european           | Sandokan             |
| Dynasty                                                                | 1982              | serial TV                        | Farouk Ahmed         |
| General Hospital                                                       | 1983              | serial TV                        | Rama                 |
| Knight Rider                                                           | noiembrie 1985    | serial TV                        | Vascone              |
| Dynasty                                                                | 1986              | TV Series                        | Farouk Ahmed         |
| On Wings of Eagles                                                     | 1986              | serial TV                        | Mohammed             |
| The Days and Nights of Molly Dod                                       | mai 1987          | serial TV                        | Bill                 |
| Murder, She Wrote                                                      | februarie 1988    | serial TV                        | Vikram Singh         |
| Magnum, P.I.                                                           | 10 februarie 1988 | serial TV                        | Malcolm              |
| I Misteri della Giungla Nera – a.k.a. The Mysteries of the Dark Jungle | 1991              | miniserial TV                    | Kammamuri            |
| Il Principe del Deserto – a.k.a. Desert Law                            | 1991              | serial TV                        | Moulet Beni-Zair     |
| The Bold and the Beautiful                                             | septembrie 1994   | serial TV                        | Prințul Omar         |
| Maharaja's Daughter                                                    | 1994              | serial TV                        | Chandragupta         |
| Highlander: The Series                                                 | 20 noiembrie 1995 | serial TV                        | Kamir                |
| Bible Ki Kahaniyaan                                                    | 1995              | serial TV                        | patriarhul Avraam    |
| Il Ritorno di Sandokan                                                 | 6 octombrie 1996  | miniserial TV                    | Sandokan             |
| Noi siamo angeli – a.k.a. We are Angels                                | 16 februarie 1997 | miniserial TV                    | gen. Napoleon Durate |
| Forbidden Territory: Stanley's Search for Livingstone                  | 7 decembrie 1997  | serial TV                        | Khamis Bin Abdullah  |
| Team Knight Rider                                                      | 9 februarie 1998  | serial TV                        | Aristotle Drago      |
| L'isola dei famosi                                                     | 2004              | serial italian de reality show   | el-însuși            |
| The Bold and the Beautiful                                             | 4 mai 2005        | serial TV                        | Prințul Omar         |
| Vivere                                                                 | mai 2006          | serial TV italian                | emirul Ibrahim       |
| Director's Cut                                                         | 2007              | emisiune specială de televiziune | el-însuși            |
| Un medico in famiglia 5                                                | 2007              | serial TV italian                | Kabir                |
| Ganga Kii Dheej                                                        | 2010–2011         | serial TV indian                 | Dada Bhai            |
| Buddha                                                                 | 2013              | serial TV indian                 | Asita Muni (Cameo)   |
| VandeMataram                                                           | 2013              | emisiune specială de știri       | el-însuși            |
| Guns & Glory: The Indian Soldier                                       | 2013              | emisiune specială de știri       | el-însuși            |
| Jai Ho                                                                 | 2014              | emisiune specială de știri       | el-însuși            |
| Thinkistan                                                             | 2019              | serial Internet                  | Danish Azeem         |

## Emisiuni radiofonice
| Titlu                                             | Anul difuzării | Post de radio | Rol       |
| ------------------------------------------------- | -------------- | ------------- | --------- |
| Ch@t                                              | 2007           | RAI Radio2    | Sandokan  |
| Women of Gold                                     | 2012           | RadioOne      | el-însuși |
| Men of Steel                                      | 2012           | Radio One     | el-însuși |
| Ten on Ten - Ten Biggest Impacts This Last Decade | 2017           | Radio One     | el-însuși |
| Best of 2017                                      | 2017           | Radio One     | el-însuși |

## Dublaj de voce

### Filme de cinema
| Titlul filmului                      | Actor         | Personaj           | Limba de dublaj | Limba originală | Anul lansării versiunii originale | Anul lansării versiunii dublate | Note |
| ------------------------------------ | ------------- | ------------------ | --------------- | --------------- | --------------------------------- | ------------------------------- | --- |
| Prințul Persiei: Nisipurile timpului | Ben Kingsley  | Nizam              | hindi           | engleză         | 2010                              | 2010                            | a interpretat alături de Yudhvir Dahiya, care a dublat vocea lui Jake Gyllenhaal în rolul Dastan și Joy Sengupta, care a dublat vocea lui Toby Kebbell în rolul prințului Garsiv. |
| Cei patru fantastici                 | Reg E. Cathey | dr. Franklin Storm | hindi           | engleză         | 2015                              | 2015                            | a interpretat alături de Karan Trivedi, care a dublat vocea lui Miles Teller în rolul Reed Richards / Mister Fantastic.                                                           |

## Reclame, campanii publicitare și alte spectacole
| Proiect                                                     | Tip                                  | Limbă            | An   |
| ----------------------------------------------------------- | ------------------------------------ | ---------------- | ---- |
| The Keeper of the Flame - The History of TATA               | documentar                           | engleză          | 2007 |
| An Introduction to CHILDLINE India                          | campanie de interes public - narator | engleză          | 2008 |
| Aircel Save the Tiger Campaign                              | campanie de interes public - narator | engleză          | 2009 |
| Ford Motors launch Figo, India                              | eveniment în direct                  | engleză          | 2010 |
| Somnath Temple, Gujarat                                     | spectacol de sunet și lumină         | engleză          | 2010 |
| Red Fort, New Delhi                                         | spectacol de sunet și lumină         | engleză          | 2011 |
| Virasat-e-Khalsa - Khalsa Heritage Memorial Complex, Punjab | narator                              | engleză          | 2011 |
| Apollo Tyres                                                | reclamă                              | engleză          | 2013 |
| Jindal Panther                                              | reclamă                              | engleză          | 2014 |
| Banda Singh Bahadur - War Memorial, Punjab                  | spectacol de sunet și lumină         | engleză          | 2014 |
| TAJ Hotels, Resorts & Palaces                               | reclamă                              | engleză          | 2014 |
| DHL                                                         | reclamă                              | hindi            | 2015 |
| Yamaha                                                      | reclamă                              | hindi            | 2015 |
| Mount of Excellence                                         | narator de documentar                | engleză          | 2015 |
| Parle                                                       | reclamă                              | hindi și engleză | 2016 |
| Tanishq                                                     | reclamă                              | engleză          | 2016 |
| Konark Sun Temple, Odisha                                   | spectacol de sunet și lumină         | engleză          | 2017 |

## Legături externe
Materiale media legate de Kabir Bedi la Wikimedia Commons
- Kabir Bedi la Internet Movie Database
- Site web oficial
- Global appeal - Kabir Bedi în The stage, 5 septembrie 2005
- Imagini din miniserialul Sandokan din 1976
- Interviu sentimental cu Kabir Bedi din 2007
- Interviu pentru Filmfare în octombrie 2001
- Interviu pentru Indian Express în 1999
- Kabir Bedi vorbește despre turneul teatral cu piesa Taj din 2013